# Constantin Prezan

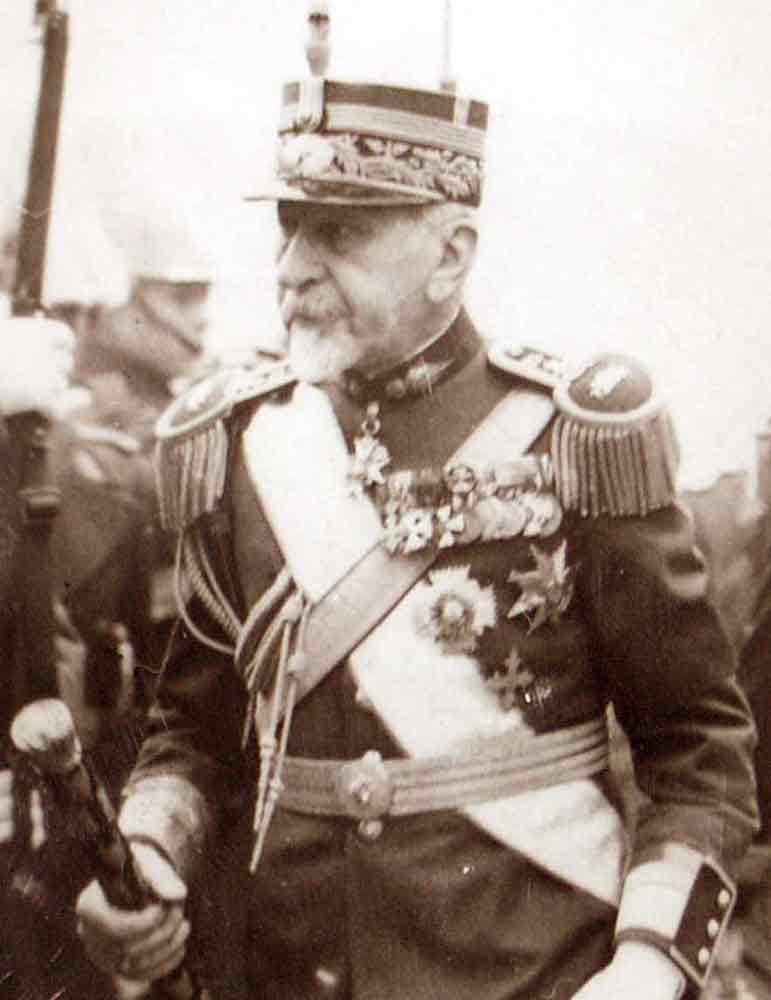
Marschall Constantin Prezan

Constantin Prezan (* 27. Januar 1861 in Butimanu, Dâmbovița; † 27. August 1943 in Bukarest) war ein rumänischer General im Ersten Weltkrieg und wurde 1930 zum Marschall von Rumänien ernannt.

## Biografie
Constantin Prezan wurde im Jahre 1861 in einem kleinen Dorf der rumänischen Provinz Dâmbovița geboren. Er trat in die königliche Rumänische Armee ein und wurde 1880 zum Leutnant sowie 1887 zum Captain befördert. 1892 Erhebung in den Rang eines Majors und im Jahre 1895 Beförderung zum Oberstleutnant. Er wurde in den Generalstab versetzt und zum Adjutanten des Zaren Ferdinand I. ernannt. Seit 1901 führte er als Oberst das Infanterie-Regiment Nr. 25, 1904 übernahm er die 13. Infanteriebrigade, 1907 wurde er zum Brigadegeneral befördert. 1914 wurde er Divisionsgeneral und übernahm die Führung des 4. Armeekorps. 
Am 23. August 1916 wurde General Prezan Oberbefehlshaber der rumänischen 4. (Nord-)Armee; vier Tage später trat Rumänien in den Krieg ein. Prezan nahm am Feldzug gegen das benachbarte Ungarn teil und deckte bis Anfang November die Karpatenfront gegenüber der österreichischen 1. Armee unter General Arthur Arz von Straußenburg.
Nachdem die Mittelmächte ihre Gegenoffensive starteten und Ende Oktober 1916 von zwei Seiten auf die Hauptstadt Bukarest zumarschierten, übertrug man Prezan das Oberkommando über die rumänische 1. Armee samt der Bukarester Garnison mit dem Auftrag, die Hauptstadt vor der Besetzung durch die Truppen der Mittelmächte zu bewahren. Gemeinsam mit dem französischen General Henri Berthelot erarbeitete er einen Angriffsplan auf die von Süden heranmarschierende Donauarmee unter Generalfeldmarschall August von Mackensen. Diese sollte am Argeș aufgehalten und zerschlagen werden. In der Schlacht am Argesch (1. bis 6. Dezember 1916) wurde fast die gesamte rumänische 1. Armee aufgerieben oder gefangen. Die Verteidigung von Bukarest scheiterte am 6. Dezember ebenfalls und die restlichen Truppen zogen sich unter der Leitung Prezans in den nordöstlichen Teil des Landes, die Moldau zurück. 
Die Sommeroffensive 1917 gegen die Okkupationstruppen der Mittelmächte wurde von Prezan organisiert, seine Gegenangriffe bei Focșani, Mărășești und am Oituzpaß festigten die Front. Im Juli 1917 wurde Prezan zum Generalleutnant und im August zum Generalstabschef ernannt. Bis zum Zusammenbruch der russischen Armee in Folge der Oktoberrevolution konnte der Vormarsch der Mittelmächte gestoppt werden. Durch den Verlust des militärischen Partners sah sich der rumänische König gezwungen, mit den Mittelmächten Friedensverhandlungen aufzunehmen. Im Zuge des Waffenstillstandes vom Dezember 1917 wurde die Demobilisierung der rumänischen Armee beschlossen. Im Mai 1918 unterzeichnete Rumänien den Frieden von Bukarest, welcher schwere territoriale Verluste beinhaltete, aber durch den Sieg der Entente in Westeuropa im November 1918 nicht zum Tragen kam. 
Am 20. März 1920 beendete Prezan seine militärische Karriere, am 25. Oktober 1930 ernannte König Carol II. ihn zum Dank für seine Leistungen im Weltkrieg zum Marschall und 1938 zum Mitglied im Kronrat. Die letzten Jahre seines Lebens verbrachte er in Italien; kurz vor seinem Tod kehrte er in seine Heimat zurück. Er starb am 27. August 1943 in Bukarest.
Ein großer Boulevard in Bukarest ist nach ihm benannt.

## Orden und Auszeichnungen
Im Laufe seiner militärischen Laufbahn erhielt er alle drei Klassen des rumänischen Mihai Viteazu Ordens für Tapferkeit im Gefecht.